# Міхеля тема
Те́ма Міхеля — тема в шаховій композиції. Суть теми — в початковій позиції дві тематичні фігури чорних зв'язані і білі почергово вступними хибними ходами розв'язують одну з фігур, а другу розв'язують чорні при спростуванні гри. В рішенні обидві тематичні чорні фігури залишаються зв'язаними, на ходи чорних, що були спростуваннями хибних ходів виникають мати.

## Історія
Цю ідею запропонував французький шаховий композитор Франсуа Міхель (22.04.1903 — 20.03.1977).
В початковій позиції дві чорні фігури зв'язані. Першим хибним вступним ходом білі непрямо (опосередковано) розв'язують одну чорну фігуру, а чорні спростовуючи цю хибну гру розв'язують другу свою фігуру. Аналогічна гра проходить при другому хибному вступному ході, коли білі розв'язують другу чорну фігуру, чорні спростовуючи хід білих розв'язують першу свою фігурую. До мети веде хід, який не розв'язує жодної з тематичних фігур, вони залишаються зв'язаними. Тематичні захисти чорних — ходи-спростування хибних спроб, на які виникають мати.
Ідея дістала назву — тема Міхеля.
|   | a | b | c | d | e | f | g | h |   |
| 8 | a8 білий слон · e8 білий кінь · g8 чорний ферзь · c7 чорний пішак · g7 чорний пішак · h7 білий ферзь · d6 біла тура · d5 чорний кінь · f5 чорний кінь · e4 чорний король · e3 білий пішак · f3 чорний пішак · d2 білий король · a1 білий слон | a8 білий слон · e8 білий кінь · g8 чорний ферзь · c7 чорний пішак · g7 чорний пішак · h7 білий ферзь · d6 біла тура · d5 чорний кінь · f5 чорний кінь · e4 чорний король · e3 білий пішак · f3 чорний пішак · d2 білий король · a1 білий слон | a8 білий слон · e8 білий кінь · g8 чорний ферзь · c7 чорний пішак · g7 чорний пішак · h7 білий ферзь · d6 біла тура · d5 чорний кінь · f5 чорний кінь · e4 чорний король · e3 білий пішак · f3 чорний пішак · d2 білий король · a1 білий слон | a8 білий слон · e8 білий кінь · g8 чорний ферзь · c7 чорний пішак · g7 чорний пішак · h7 білий ферзь · d6 біла тура · d5 чорний кінь · f5 чорний кінь · e4 чорний король · e3 білий пішак · f3 чорний пішак · d2 білий король · a1 білий слон | a8 білий слон · e8 білий кінь · g8 чорний ферзь · c7 чорний пішак · g7 чорний пішак · h7 білий ферзь · d6 біла тура · d5 чорний кінь · f5 чорний кінь · e4 чорний король · e3 білий пішак · f3 чорний пішак · d2 білий король · a1 білий слон | a8 білий слон · e8 білий кінь · g8 чорний ферзь · c7 чорний пішак · g7 чорний пішак · h7 білий ферзь · d6 біла тура · d5 чорний кінь · f5 чорний кінь · e4 чорний король · e3 білий пішак · f3 чорний пішак · d2 білий король · a1 білий слон | a8 білий слон · e8 білий кінь · g8 чорний ферзь · c7 чорний пішак · g7 чорний пішак · h7 білий ферзь · d6 біла тура · d5 чорний кінь · f5 чорний кінь · e4 чорний король · e3 білий пішак · f3 чорний пішак · d2 білий король · a1 білий слон | a8 білий слон · e8 білий кінь · g8 чорний ферзь · c7 чорний пішак · g7 чорний пішак · h7 білий ферзь · d6 біла тура · d5 чорний кінь · f5 чорний кінь · e4 чорний король · e3 білий пішак · f3 чорний пішак · d2 білий король · a1 білий слон | 8 |
| 7 | a8 білий слон · e8 білий кінь · g8 чорний ферзь · c7 чорний пішак · g7 чорний пішак · h7 білий ферзь · d6 біла тура · d5 чорний кінь · f5 чорний кінь · e4 чорний король · e3 білий пішак · f3 чорний пішак · d2 білий король · a1 білий слон | a8 білий слон · e8 білий кінь · g8 чорний ферзь · c7 чорний пішак · g7 чорний пішак · h7 білий ферзь · d6 біла тура · d5 чорний кінь · f5 чорний кінь · e4 чорний король · e3 білий пішак · f3 чорний пішак · d2 білий король · a1 білий слон | a8 білий слон · e8 білий кінь · g8 чорний ферзь · c7 чорний пішак · g7 чорний пішак · h7 білий ферзь · d6 біла тура · d5 чорний кінь · f5 чорний кінь · e4 чорний король · e3 білий пішак · f3 чорний пішак · d2 білий король · a1 білий слон | a8 білий слон · e8 білий кінь · g8 чорний ферзь · c7 чорний пішак · g7 чорний пішак · h7 білий ферзь · d6 біла тура · d5 чорний кінь · f5 чорний кінь · e4 чорний король · e3 білий пішак · f3 чорний пішак · d2 білий король · a1 білий слон | a8 білий слон · e8 білий кінь · g8 чорний ферзь · c7 чорний пішак · g7 чорний пішак · h7 білий ферзь · d6 біла тура · d5 чорний кінь · f5 чорний кінь · e4 чорний король · e3 білий пішак · f3 чорний пішак · d2 білий король · a1 білий слон | a8 білий слон · e8 білий кінь · g8 чорний ферзь · c7 чорний пішак · g7 чорний пішак · h7 білий ферзь · d6 біла тура · d5 чорний кінь · f5 чорний кінь · e4 чорний король · e3 білий пішак · f3 чорний пішак · d2 білий король · a1 білий слон | a8 білий слон · e8 білий кінь · g8 чорний ферзь · c7 чорний пішак · g7 чорний пішак · h7 білий ферзь · d6 біла тура · d5 чорний кінь · f5 чорний кінь · e4 чорний король · e3 білий пішак · f3 чорний пішак · d2 білий король · a1 білий слон | a8 білий слон · e8 білий кінь · g8 чорний ферзь · c7 чорний пішак · g7 чорний пішак · h7 білий ферзь · d6 біла тура · d5 чорний кінь · f5 чорний кінь · e4 чорний король · e3 білий пішак · f3 чорний пішак · d2 білий король · a1 білий слон | 7 |
| 6 | a8 білий слон · e8 білий кінь · g8 чорний ферзь · c7 чорний пішак · g7 чорний пішак · h7 білий ферзь · d6 біла тура · d5 чорний кінь · f5 чорний кінь · e4 чорний король · e3 білий пішак · f3 чорний пішак · d2 білий король · a1 білий слон | a8 білий слон · e8 білий кінь · g8 чорний ферзь · c7 чорний пішак · g7 чорний пішак · h7 білий ферзь · d6 біла тура · d5 чорний кінь · f5 чорний кінь · e4 чорний король · e3 білий пішак · f3 чорний пішак · d2 білий король · a1 білий слон | a8 білий слон · e8 білий кінь · g8 чорний ферзь · c7 чорний пішак · g7 чорний пішак · h7 білий ферзь · d6 біла тура · d5 чорний кінь · f5 чорний кінь · e4 чорний король · e3 білий пішак · f3 чорний пішак · d2 білий король · a1 білий слон | a8 білий слон · e8 білий кінь · g8 чорний ферзь · c7 чорний пішак · g7 чорний пішак · h7 білий ферзь · d6 біла тура · d5 чорний кінь · f5 чорний кінь · e4 чорний король · e3 білий пішак · f3 чорний пішак · d2 білий король · a1 білий слон | a8 білий слон · e8 білий кінь · g8 чорний ферзь · c7 чорний пішак · g7 чорний пішак · h7 білий ферзь · d6 біла тура · d5 чорний кінь · f5 чорний кінь · e4 чорний король · e3 білий пішак · f3 чорний пішак · d2 білий король · a1 білий слон | a8 білий слон · e8 білий кінь · g8 чорний ферзь · c7 чорний пішак · g7 чорний пішак · h7 білий ферзь · d6 біла тура · d5 чорний кінь · f5 чорний кінь · e4 чорний король · e3 білий пішак · f3 чорний пішак · d2 білий король · a1 білий слон | a8 білий слон · e8 білий кінь · g8 чорний ферзь · c7 чорний пішак · g7 чорний пішак · h7 білий ферзь · d6 біла тура · d5 чорний кінь · f5 чорний кінь · e4 чорний король · e3 білий пішак · f3 чорний пішак · d2 білий король · a1 білий слон | a8 білий слон · e8 білий кінь · g8 чорний ферзь · c7 чорний пішак · g7 чорний пішак · h7 білий ферзь · d6 біла тура · d5 чорний кінь · f5 чорний кінь · e4 чорний король · e3 білий пішак · f3 чорний пішак · d2 білий король · a1 білий слон | 6 |
| 5 | a8 білий слон · e8 білий кінь · g8 чорний ферзь · c7 чорний пішак · g7 чорний пішак · h7 білий ферзь · d6 біла тура · d5 чорний кінь · f5 чорний кінь · e4 чорний король · e3 білий пішак · f3 чорний пішак · d2 білий король · a1 білий слон | a8 білий слон · e8 білий кінь · g8 чорний ферзь · c7 чорний пішак · g7 чорний пішак · h7 білий ферзь · d6 біла тура · d5 чорний кінь · f5 чорний кінь · e4 чорний король · e3 білий пішак · f3 чорний пішак · d2 білий король · a1 білий слон | a8 білий слон · e8 білий кінь · g8 чорний ферзь · c7 чорний пішак · g7 чорний пішак · h7 білий ферзь · d6 біла тура · d5 чорний кінь · f5 чорний кінь · e4 чорний король · e3 білий пішак · f3 чорний пішак · d2 білий король · a1 білий слон | a8 білий слон · e8 білий кінь · g8 чорний ферзь · c7 чорний пішак · g7 чорний пішак · h7 білий ферзь · d6 біла тура · d5 чорний кінь · f5 чорний кінь · e4 чорний король · e3 білий пішак · f3 чорний пішак · d2 білий король · a1 білий слон | a8 білий слон · e8 білий кінь · g8 чорний ферзь · c7 чорний пішак · g7 чорний пішак · h7 білий ферзь · d6 біла тура · d5 чорний кінь · f5 чорний кінь · e4 чорний король · e3 білий пішак · f3 чорний пішак · d2 білий король · a1 білий слон | a8 білий слон · e8 білий кінь · g8 чорний ферзь · c7 чорний пішак · g7 чорний пішак · h7 білий ферзь · d6 біла тура · d5 чорний кінь · f5 чорний кінь · e4 чорний король · e3 білий пішак · f3 чорний пішак · d2 білий король · a1 білий слон | a8 білий слон · e8 білий кінь · g8 чорний ферзь · c7 чорний пішак · g7 чорний пішак · h7 білий ферзь · d6 біла тура · d5 чорний кінь · f5 чорний кінь · e4 чорний король · e3 білий пішак · f3 чорний пішак · d2 білий король · a1 білий слон | a8 білий слон · e8 білий кінь · g8 чорний ферзь · c7 чорний пішак · g7 чорний пішак · h7 білий ферзь · d6 біла тура · d5 чорний кінь · f5 чорний кінь · e4 чорний король · e3 білий пішак · f3 чорний пішак · d2 білий король · a1 білий слон | 5 |
| 4 | a8 білий слон · e8 білий кінь · g8 чорний ферзь · c7 чорний пішак · g7 чорний пішак · h7 білий ферзь · d6 біла тура · d5 чорний кінь · f5 чорний кінь · e4 чорний король · e3 білий пішак · f3 чорний пішак · d2 білий король · a1 білий слон | a8 білий слон · e8 білий кінь · g8 чорний ферзь · c7 чорний пішак · g7 чорний пішак · h7 білий ферзь · d6 біла тура · d5 чорний кінь · f5 чорний кінь · e4 чорний король · e3 білий пішак · f3 чорний пішак · d2 білий король · a1 білий слон | a8 білий слон · e8 білий кінь · g8 чорний ферзь · c7 чорний пішак · g7 чорний пішак · h7 білий ферзь · d6 біла тура · d5 чорний кінь · f5 чорний кінь · e4 чорний король · e3 білий пішак · f3 чорний пішак · d2 білий король · a1 білий слон | a8 білий слон · e8 білий кінь · g8 чорний ферзь · c7 чорний пішак · g7 чорний пішак · h7 білий ферзь · d6 біла тура · d5 чорний кінь · f5 чорний кінь · e4 чорний король · e3 білий пішак · f3 чорний пішак · d2 білий король · a1 білий слон | a8 білий слон · e8 білий кінь · g8 чорний ферзь · c7 чорний пішак · g7 чорний пішак · h7 білий ферзь · d6 біла тура · d5 чорний кінь · f5 чорний кінь · e4 чорний король · e3 білий пішак · f3 чорний пішак · d2 білий король · a1 білий слон | a8 білий слон · e8 білий кінь · g8 чорний ферзь · c7 чорний пішак · g7 чорний пішак · h7 білий ферзь · d6 біла тура · d5 чорний кінь · f5 чорний кінь · e4 чорний король · e3 білий пішак · f3 чорний пішак · d2 білий король · a1 білий слон | a8 білий слон · e8 білий кінь · g8 чорний ферзь · c7 чорний пішак · g7 чорний пішак · h7 білий ферзь · d6 біла тура · d5 чорний кінь · f5 чорний кінь · e4 чорний король · e3 білий пішак · f3 чорний пішак · d2 білий король · a1 білий слон | a8 білий слон · e8 білий кінь · g8 чорний ферзь · c7 чорний пішак · g7 чорний пішак · h7 білий ферзь · d6 біла тура · d5 чорний кінь · f5 чорний кінь · e4 чорний король · e3 білий пішак · f3 чорний пішак · d2 білий король · a1 білий слон | 4 |
| 3 | a8 білий слон · e8 білий кінь · g8 чорний ферзь · c7 чорний пішак · g7 чорний пішак · h7 білий ферзь · d6 біла тура · d5 чорний кінь · f5 чорний кінь · e4 чорний король · e3 білий пішак · f3 чорний пішак · d2 білий король · a1 білий слон | a8 білий слон · e8 білий кінь · g8 чорний ферзь · c7 чорний пішак · g7 чорний пішак · h7 білий ферзь · d6 біла тура · d5 чорний кінь · f5 чорний кінь · e4 чорний король · e3 білий пішак · f3 чорний пішак · d2 білий король · a1 білий слон | a8 білий слон · e8 білий кінь · g8 чорний ферзь · c7 чорний пішак · g7 чорний пішак · h7 білий ферзь · d6 біла тура · d5 чорний кінь · f5 чорний кінь · e4 чорний король · e3 білий пішак · f3 чорний пішак · d2 білий король · a1 білий слон | a8 білий слон · e8 білий кінь · g8 чорний ферзь · c7 чорний пішак · g7 чорний пішак · h7 білий ферзь · d6 біла тура · d5 чорний кінь · f5 чорний кінь · e4 чорний король · e3 білий пішак · f3 чорний пішак · d2 білий король · a1 білий слон | a8 білий слон · e8 білий кінь · g8 чорний ферзь · c7 чорний пішак · g7 чорний пішак · h7 білий ферзь · d6 біла тура · d5 чорний кінь · f5 чорний кінь · e4 чорний король · e3 білий пішак · f3 чорний пішак · d2 білий король · a1 білий слон | a8 білий слон · e8 білий кінь · g8 чорний ферзь · c7 чорний пішак · g7 чорний пішак · h7 білий ферзь · d6 біла тура · d5 чорний кінь · f5 чорний кінь · e4 чорний король · e3 білий пішак · f3 чорний пішак · d2 білий король · a1 білий слон | a8 білий слон · e8 білий кінь · g8 чорний ферзь · c7 чорний пішак · g7 чорний пішак · h7 білий ферзь · d6 біла тура · d5 чорний кінь · f5 чорний кінь · e4 чорний король · e3 білий пішак · f3 чорний пішак · d2 білий король · a1 білий слон | a8 білий слон · e8 білий кінь · g8 чорний ферзь · c7 чорний пішак · g7 чорний пішак · h7 білий ферзь · d6 біла тура · d5 чорний кінь · f5 чорний кінь · e4 чорний король · e3 білий пішак · f3 чорний пішак · d2 білий король · a1 білий слон | 3 |
| 2 | a8 білий слон · e8 білий кінь · g8 чорний ферзь · c7 чорний пішак · g7 чорний пішак · h7 білий ферзь · d6 біла тура · d5 чорний кінь · f5 чорний кінь · e4 чорний король · e3 білий пішак · f3 чорний пішак · d2 білий король · a1 білий слон | a8 білий слон · e8 білий кінь · g8 чорний ферзь · c7 чорний пішак · g7 чорний пішак · h7 білий ферзь · d6 біла тура · d5 чорний кінь · f5 чорний кінь · e4 чорний король · e3 білий пішак · f3 чорний пішак · d2 білий король · a1 білий слон | a8 білий слон · e8 білий кінь · g8 чорний ферзь · c7 чорний пішак · g7 чорний пішак · h7 білий ферзь · d6 біла тура · d5 чорний кінь · f5 чорний кінь · e4 чорний король · e3 білий пішак · f3 чорний пішак · d2 білий король · a1 білий слон | a8 білий слон · e8 білий кінь · g8 чорний ферзь · c7 чорний пішак · g7 чорний пішак · h7 білий ферзь · d6 біла тура · d5 чорний кінь · f5 чорний кінь · e4 чорний король · e3 білий пішак · f3 чорний пішак · d2 білий король · a1 білий слон | a8 білий слон · e8 білий кінь · g8 чорний ферзь · c7 чорний пішак · g7 чорний пішак · h7 білий ферзь · d6 біла тура · d5 чорний кінь · f5 чорний кінь · e4 чорний король · e3 білий пішак · f3 чорний пішак · d2 білий король · a1 білий слон | a8 білий слон · e8 білий кінь · g8 чорний ферзь · c7 чорний пішак · g7 чорний пішак · h7 білий ферзь · d6 біла тура · d5 чорний кінь · f5 чорний кінь · e4 чорний король · e3 білий пішак · f3 чорний пішак · d2 білий король · a1 білий слон | a8 білий слон · e8 білий кінь · g8 чорний ферзь · c7 чорний пішак · g7 чорний пішак · h7 білий ферзь · d6 біла тура · d5 чорний кінь · f5 чорний кінь · e4 чорний король · e3 білий пішак · f3 чорний пішак · d2 білий король · a1 білий слон | a8 білий слон · e8 білий кінь · g8 чорний ферзь · c7 чорний пішак · g7 чорний пішак · h7 білий ферзь · d6 біла тура · d5 чорний кінь · f5 чорний кінь · e4 чорний король · e3 білий пішак · f3 чорний пішак · d2 білий король · a1 білий слон | 2 |
| 1 | a8 білий слон · e8 білий кінь · g8 чорний ферзь · c7 чорний пішак · g7 чорний пішак · h7 білий ферзь · d6 біла тура · d5 чорний кінь · f5 чорний кінь · e4 чорний король · e3 білий пішак · f3 чорний пішак · d2 білий король · a1 білий слон | a8 білий слон · e8 білий кінь · g8 чорний ферзь · c7 чорний пішак · g7 чорний пішак · h7 білий ферзь · d6 біла тура · d5 чорний кінь · f5 чорний кінь · e4 чорний король · e3 білий пішак · f3 чорний пішак · d2 білий король · a1 білий слон | a8 білий слон · e8 білий кінь · g8 чорний ферзь · c7 чорний пішак · g7 чорний пішак · h7 білий ферзь · d6 біла тура · d5 чорний кінь · f5 чорний кінь · e4 чорний король · e3 білий пішак · f3 чорний пішак · d2 білий король · a1 білий слон | a8 білий слон · e8 білий кінь · g8 чорний ферзь · c7 чорний пішак · g7 чорний пішак · h7 білий ферзь · d6 біла тура · d5 чорний кінь · f5 чорний кінь · e4 чорний король · e3 білий пішак · f3 чорний пішак · d2 білий король · a1 білий слон | a8 білий слон · e8 білий кінь · g8 чорний ферзь · c7 чорний пішак · g7 чорний пішак · h7 білий ферзь · d6 біла тура · d5 чорний кінь · f5 чорний кінь · e4 чорний король · e3 білий пішак · f3 чорний пішак · d2 білий король · a1 білий слон | a8 білий слон · e8 білий кінь · g8 чорний ферзь · c7 чорний пішак · g7 чорний пішак · h7 білий ферзь · d6 біла тура · d5 чорний кінь · f5 чорний кінь · e4 чорний король · e3 білий пішак · f3 чорний пішак · d2 білий король · a1 білий слон | a8 білий слон · e8 білий кінь · g8 чорний ферзь · c7 чорний пішак · g7 чорний пішак · h7 білий ферзь · d6 біла тура · d5 чорний кінь · f5 чорний кінь · e4 чорний король · e3 білий пішак · f3 чорний пішак · d2 білий король · a1 білий слон | a8 білий слон · e8 білий кінь · g8 чорний ферзь · c7 чорний пішак · g7 чорний пішак · h7 білий ферзь · d6 біла тура · d5 чорний кінь · f5 чорний кінь · e4 чорний король · e3 білий пішак · f3 чорний пішак · d2 білий король · a1 білий слон | 1 |
|   | a | b | c | d | e | f | g | h |   |

1. Tc6? ~ 2. Tc4#
1. ... Sc3 2. Te6#, 1... g6!
1. Tg6? ~ 2. Tg4#
1. ... Sd4 2. Te6#, 1. ... c6!
1. Tb6! ~ 2. Tb4#
1. ... g6 2. Sf6#
1. ... c6 2. Sd6# 